# Ctiborův dům
Měšťanský dům, zvaný Ctiborův, stojí samostatně na významném místě severní strany Žižkova náměstí, v blízkém sousedství pozdněgotického kostela Proměnění Páně, na území městské památkové rezervace v Táboře (výnos MŠK čj. 36.568/61-V/2). Historické jádro Starého města bylo vyhlášeno národní kulturní památkou v roce 1962 (č. 251/1962 Sb.), jako v jediném městě v té době v ČSSR. Stavba středověkého původu je významným dokladem pozdně gotické přestavby města, historicky cenné je především jeho dominantní jižní průčelí. Objekt má také urbanistický význam, zastává důležitou výtvarnou roli ve skladbě domů kolem náměstí.

## Popis

### Historie
Dům s adresou Žižkovo nám. čp. 6/6 stojí na obdélníkovém pozemku p. č. 29, o výměře 292 m², a je situován na severní straně hlavního táborského náměstí, do roku 1878 nazývaného Ring – rynek.Patří mezi nejvýznamnější domy v historickém jádru.
Postaven byl po velkém požáru v roce 1532, kdy ohni podlehla velká část domů v centrální části města. Až do 16. století bylo základní stavební surovinou dřevo, a tak paradoxně ničivé požáry z let 1525–1559 pomohly dalšímu rozvoji města. Byly důvodem ke kamenné přestavbě, a často i k uplatnění nových architektonických prvků. Dům je ukázkou pozdně gotické stavby s renesančními prvky.
Od konce 16. století se vystřídalo několik vlastníků domu, také např. rod Faberův. Na počátku 18. století stavba pustla, vdova Faberová zde provozovala pivní šenk, domu však hrozil pádu krovu a následně domovního štítu. V roce 1790 koupil dům Jan Veselý, po jeho smrti se vdova provdala za soukeníka Jana Ctibora. Poté došlo k opravám, do pozdně barokně klasicistní podoby bylo přestavěno průčelí. Od roku 1810 byl na domě tzv. zápis, neboli revers na obecní lucernu.V roce 1872 byla na dvoře, u vjezdu na dvůr ze Špitálské ulice, postavena konírna.
Od dvacátých let 19. století nese dům jméno rodiny Ctiborových, do jejichž majetku se dostal. Rodina provozovala mydlářské řemeslo, tzn. že prodávali nejen mýdlo, ale i louh a další suroviny. Vedle obchodu mýdlem se v domě nacházela i místní úřadovna pražské Nemocenské pokladny soukromých úředníků a zřízenců (starající se v té době o cca 1400 pojištěnců); správcem úřadovny byl Karel Ctibor.
V roce 1944 byl za značné finanční podpory státu opraven štít do náměstí, který byl v havarijním stavu, v roce 1959 byla vyměněna střešní krytina.V roce 1977 byla dokončena náročná a nákladná rekonstrukce celého objektu, byla mu vrácena jeho pozdně gotická fasáda. Proměnou prošel i vnitřek domu, kromě matriky zde byla zřízena reprezentativní obřadní síň, v podkroví se nachází rozsáhlý dokumentační materiál k městské kronice (např. fotografie skautů, kteří vítali prezidenta ČSSR, armádního generála Ludvíka Svobodu v roce 1968, nebo snímky z mládežnického festivalu na Kozím hrádku v roce 1969).

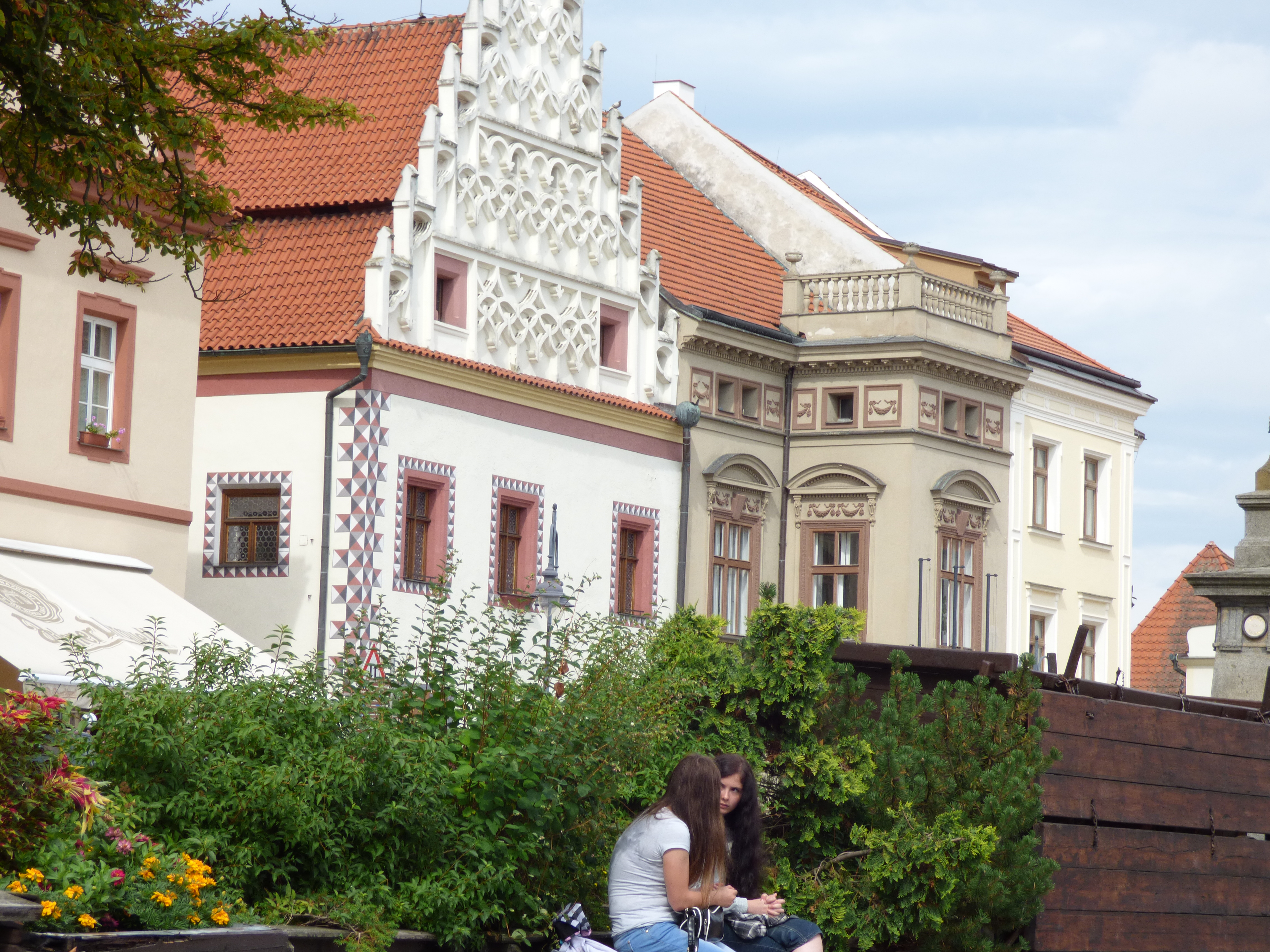
detail štítu, pohled ze Žižkova nám.

### Architektura
Nárožní dům je jednopatrový, s čtyřosým průčelím, hlavní jižní průčelí vrcholí tříetážovým štítem, členěným pozdně gotickou kružbou s plaménkovým motivem. Ramena průčelí jsou stupňovitě posázena pinákly, které jsou s hmotou štítu propojeny segmentově podklenutou stříškou. Dlouhé boční průčelí je řešeno obdobně jako hlavní.
Fasáda pozdně barokní se zalomenými římsami. Pod omítkou při severozápadním nároží obnažena pozdně gotlcká omítka s kvádrováním a rámováním oken. Iluzivní výzdoba fasády, imitující kamenickou výzdobu oken, pochází z renesance. V přízemí i v patře jsou gotická okna s kamenným ostěním, v přízemí gotický lomený vjezdový portál. Zachováno okenní ostění, i malé okosené okénko ve dvorním průčelí.
Dispozice přízemí je hloubkový dvoutrakt, se síní na levé straně, která je zaklenuta dvěma poli výsečové klenby se styčnými trojúhelnými výsečemi. Ve střední zdi vpravo se ze síně prochází gotickým sedlovým portálem (s malovanou geometrickou výzdobou po obvodu a s fragmentem malby kalichu nad středem) do pravého hloubkového traktu. Navazující místnost je obdobně zaklenuta jako síň - dvěma poli výsečové klenby se styčnými trojúhelnými výsečemi.
V patře, které je plochostropé, byla na stěnách vstupní síně nově odhalena renesanční výmalba s rostlinou ornamentikou, provedenou v pozdním 16. století. V předním traktu je obřadní síň, kde se nachází pozdně renesanční malovaný povalový strop z kuláčů. V zadním traktu na levé straně je druhotně osazen malovaný strop s figurálními náměty z roku 1597, pocházející z domu čp.138, prostora má šestidílnou pásovou klenbu s plackami.
Sklepy opakují hloubkovou strukturu dvoutraktové dispozice přízemí. Dva rovnoběžné sklepní prostory jsou navzájem propojeny dvěma obloukovými prostupy, hlavní prostor je zaklenutý polokruhově valenou kamennou klenbou s jedinou dvojicí výsečí, užší trakt na pravé straně je zaklenut rovněž kamennou, půloválnou valenou klenbu, v širší části klenbou segmentově valenou.

### Kulturní památka
Stavba je vedena jako nemovitá kulturní památka, rejst. č. ÚSKP 26075/3-4535. Vlastníkem stavby je město Tábor. Stavem kulturních památek a kontrolou jejich užívání se zabývá odbor rozvoje MÚ Tábor, který také zajišťuje státní správu na úseku památkové péče a řeší většinu otázek, týkajících se památek i památkově chráněného území.Město Tábor je také od roku 1993 aktivně zapojeno do Programu regenerace městských památkových rezervací (MPR) a městských památkových zón (MPZ).

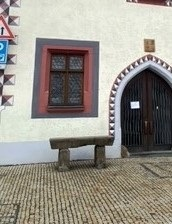
kamenný stolec

Před domem najdeme (v původní poloze) jeden ze souboru tří památkově chráněných kamenných stolců (ÚSKP 18566/3-4526), další dva jsou umístěny před radnicí.
Současnost se v Táboře prolíná s minulostí, s historickou atmosférou jeho ulic a domů, včetně staveb, jakými je např. Ctiborův dům. I proto je město označováno za jedno z nejmalebnějších měst v České republice.

## Táborská síť sklepení
V celém městě je rozsáhlá síť sklepů z 15. a 16. stol.(tzv. „lochů“), vyhloubených ve skalním podloží, někdy v hloubce až 16 metrů. Řadí se mezi technické památky pozdního středověku. Některé z nich byly postupně propojeny a vytvořily jakýsi podzemní labyrint, dnes dlouhý cca 800 metrů, poprvé zpřístupněný veřejnosti v roce 1937 (tehdy šlo o prohlídku několika samostatných sklepů). Stávající prohlídková trasa Husitského muzea vznikala až po 2. světové válce, dnes končí v tomto domě. Dříve sklepy plnily funkci skladovací (potravin i majetku) a obrannou (nepřítel i požáry).